# Paragraf 22
Paragraf 22 (ang. Catch-22) – powieść satyryczna amerykańskiego pisarza Josepha Hellera, wydana w 1961 roku, opublikowana w Polsce w 1975 roku przez Państwowy Instytut Wydawniczy w przekładzie Lecha Jęczmyka.

## Fabuła i odbiór
Akcja książki rozgrywa się w 1944 roku we Włoszech. Jej głównym bohaterem jest amerykański bombardier John Yossarian, stacjonujący wraz ze swoją jednostką na włoskiej wyspie Pianosa. Przełożonym Yossariana jest pułkownik Cathcart, który stale zwiększa liczbę lotów, które muszą wykonać piloci przed ich zwolnieniem do Stanów Zjednoczonych.
Tytułowy paragraf 22 to przepis, który dawał żołnierzowi możliwość natychmiastowego zakończenia pełnienia służby na własną prośbę z powodu choroby psychicznej. Jednak ktoś, kto w trosce o uratowanie własnego życia wnosi o zwolnienie ze służby, udowadnia, że jest psychicznie zdrowy, a tym samym nie może prosić o zwolnienie z powodu choroby psychicznej. Określenie weszło do mowy potocznej.
Choć akcja powieści rozgrywa się podczas II wojny światowej, książka odnosi się również do panującego w latach 50. makkartyzmu. Początkowo książka spotykała się z mieszanymi opiniami. Powieść zyskała popularność podczas wojny wietnamskiej oraz po ekranizacji powieści z 1970 roku. W 2019 premierę miał serial Paragraf 22, wyreżyserowany przez George’a Clooneya.
W 1994 roku ukazała się kontynuacja pt. Ostatni rozdział, czyli Paragraf 22 bis (ang. Closing Time).